# Plague of Butterflies
| Оценки критиков     | Оценки критиков |
| Источник            | Оценка          |
| ------------------- | --------------- |
| Allmusic            | ссылка          |
| Terrorizer Magazine | ссылка          |

Plague Of Butterflies — первый мини-альбом финской группы мелодичной дэт-метал группы Swallow the Sun. Он был выпущен 17 сентября 2008 года в Финляндии и 23 сентября 2008 года по всему миру на лейбле Spinefarm Records. Песня Plague Of Butterflies длится около 35 минут и состоит из трех частей, первая из которых называется Losing the Sunsets, вторая — Plague of Butterflies, а последняя — Evael 10:00.
Бонусные треки на этом EP взяты из демо Out Of This Gloomy Light, выпущенного в 2003 году. Все песни из этого демо были написаны и написаны Юхой Райвио.

## Список композиций
Все песни написаны Юхой Райвио.
| №  | Название                                    | Длительность |
| -- | ------------------------------------------- | ------------ |
| 1. | «Plague Of Butterflies - "III. Evael 10:00» | 34:42        |

| №  | Название                           | Длительность |
| -- | ---------------------------------- | ------------ |
| 2. | «Through Her Silvery Body» (Demo)  | 8:01         |
| 3. | «Out Of This Gloomy Light» (Demo)  | 5:34         |
| 4. | «Swallow (Horror, Part. I)» (Demo) | 5:27         |
| 5. | «Under The Waves» (Demo)           | 6:36         |

## Участники записи
- Микко Котамяки — вокал
- Маркус Ямсен — соло-гитара
- Юха Райвио — ритм-гитара
- Матти Хонконен — бас-гитара
- Алекси Мунтер — клавишные
- Паси Пасанен — ударные

## Позиции в чартах
| Год  | Чарт                 | Позиция |
| ---- | -------------------- | ------- |
| 2008 | Finnish Финский чарт | 1       |